# کانتایپس
کانتایپس (به اسپانیایی: Cantallops) یک شهرستان در اسپانیا است که در کاتالونیا واقع شده‌است.

## خصوصیات
کانتایپس ۱۹٫۶۱ کیلومترمربع مساحت و ۲۹۵ نفر جمعیت دارد و ۲۰۰ متر بالاتر از سطح دریا واقع شده‌است.